# Perigrapha hoenei
Perigrapha hoenei är en fjärilsart som beskrevs av Rudolf Püngeler 1914. Perigrapha hoenei ingår i släktet Perigrapha och familjen nattflyn. Inga underarter finns listade i Catalogue of Life.